# George Alan Thomas
Sir George Alan Thomas (14. června 1881 Istanbul – 23. července 1972 Londýn) byl anglický aristokrat (sedmý baronet Thomas) věnující se badmintonu, tenisu a šachovému sportu.
Je historicky nejúspěšnějším účastníkem All England Open Badminton Championships, kde vyhrál čtyřikrát dvouhru, devětkrát mužskou čtyřhru a osmkrát smíšenou čtyřhru. Stál u zrodu Mezinárodní federace badmintonu a v letech 1934–1955 byl jejím předsedou. Byl iniciátorem soutěže mužských badmintonových reprezentačních družstev, která se na jeho počest jmenuje Thomasův pohár. V roce 1996 byl mezi prvními osobnostmi uvedenými do Badmintonové síně slávy. Je autorem knihy Art of Badminton.
V tenise byl jeho největším úspěchem postup do čtvrtfinále Wimbledonu ve dvouhře (1911) a do semifinále ve čtyřhře (1907 a 1912).
Jako šachista se stal mistrem Velké Británie v letech 1923 a 1934, reprezentoval Británii na sedmi šachových olympiádách, nejlepším výsledkem bylo třetí místo v roce 1927. V roce 1950 obdržel titul mezinárodní mistr. Po ukončení hráčské kariéry působil jako šachový rozhodčí.